# Озерки (приток Сосновки)
Озерки — река, правый приток Сосновки, протекает по территории Петровского района Саратовской области России. Длина реки — 15 км, площадь водосборного бассейна — 102 км².

## Описание
Озерки вытекает из пруда в одноимённом селе. Генеральным направлением течения реки является северо-запад. Около западной окраины деревни Тарумовка впадает в Сосновку на высоте 193 м над уровнем моря.

## Данные водного реестра
По данным государственного водного реестра России относится к Донскому бассейновому округу, водохозяйственный участок реки — Медведица от истока до впадения реки Терса, речной подбассейн реки — Дон между впадением Хопра и Северского Донца. Речной бассейн реки — Дон (российская часть бассейна).
Код объекта в государственном водном реестре — 05010300112107000007965.